# تدی مایر
تدی مایر (انگلیسی: Teddy Mayer) یک اتومبیل‌ران فرمول ۱ اهل ایالات متحده آمریکا بود.